# Une semaine de bonté
Une semaine de bonté ou Les sept éléments capitaux (Een week goedheid of De zeven hoofdelementen) is een surrealistische "roman in beelden" uit 1934 van Max Ernst.
Het werd uitgegeven in Parijs in een oplage van 816 genummerde exemplaren. Het werk bestaat uit zeven delen, die oorspronkelijk als vijf afzonderlijke boekjes met verschillend gekleurde omslagen zijn uitgebracht. Ieder deel draagt de naam van een dag van de week, beginnend op de zondag (dimanche). Het verhaal zelf bestaat uit meerdere afbeeldingen die elk één bladzijde beslaan. In totaal zijn er 182 afbeeldingen die opgebouwd zijn collages van 19e-eeuwse boekillustraties. Ieder hoofdstuk is gewijd aan een (nieuw) element.
Het boek, dat als standaard in de kunstgeschiedenis geldt, was de tweede in een serie van drie. Het eerste was La femme 100 têtes uit 1929 en het laatste Rêve d'une petite fille qui voulut entrer au Carmel uit 1930.

## Indeling
| boek             | deel     | element            | voorbeeld                                                                                            | motto van                                                                    | aantal afbeeldingen                       |
| ---------------- | -------- | ------------------ | --- | ---------------------------------------------------------------------------- | ----------------------------------------- |
| 1, paarse omslag | Dimanche | La boue (modder)   | Le lion de Belfort (De leeuw van Belfort)                                                            | Alfred Jarry                                                                 | 35                                        |
| 2, groene omslag | Lundi    | L'eau (water)      | L'eau                                                                                                | Benjamin Péret                                                               | 37                                        |
| 3, rode omslag   | Mardi    | La feu (vuur)      | La cour du dragon (Het hof van de draak)                                                             | Compte de Permission Tristan Tzara                                           | 44                                        |
| 4, blauwe omslag | Mercredi | Le sang (bloed)    | Œdipe (Oedipus)                                                                                      | anoniem, uit: Complainte de Peyrebeille Paul Éluard                          | 28                                        |
| 5, gele omslag   | Jeudi    | Le noir (zwart)    | Le rire du coq (De lach van de haan)                                                                 | Marcel Schwob (2 ×)                                                          | 16                                        |
| 5, gele omslag   | Jeudi    | Le noir (zwart)    | L'île de Paques (Het Paaseiland)                                                                     | Arp                                                                          | 10                                        |
| 5, gele omslag   | Vendredi | La vue (zicht)     | L'intérieur de la vue, trois poemes visibles (De binnenkant van het gezicht, drie visuele gedichten) | Prof. O. Decroy et R. Buyse 1e gedicht: Paul Éluard 2e gedicht: André Breton | 1e gedicht: 6 2e gedicht: 4 3e gedicht: 2 |
| 5, gele omslag   | Samedi   | Inconue (onbekend) | La clé des chants (De sleutel tot de gezangen)                                                       | Pétrus Borel                                                                 | 10                                        |

De ondertitel Les sept éléments capiteaux kan gelezen worden als een verwijzing naar de sept péchés capiteaux, de zeven doodzonden en dan dus worden vertaald met de zeven dodelijke elementen. Van de gebruikelijke elementen, water, vuur, lucht en aarde, neemt Ernst er slechts twee over, Bij hem zijn het modder, water, vuur, bloed, zwart, zicht en onbekend. De afbeeldingen (collages) hebben een vervreemdende en erotische lading, zoals dat in veel dadaïstisch werk te zien is. 
Eerste boekHet eerste boek (cahier), Dimanche (zondag) heeft een paarse omslag, een bij uitstek kerkelijke kleur. Het element is modder met als voorbeeld de Leeuw van Belfort, een patriottisch beeld van Frédéric Auguste Bartholdi opgericht in Belfort ter herinnering aan de Frans-Duitse Oorlog (1870-1872). De figuren in deze "roman" zijn vaak voorzien van een leeuwenkop.
Tweede boekHet tweede boek Lundi (maandag) heeft een groene omslag. Het element is het water, met als voorbeeld eveneens het water. Op alle afbeeldingen is dan ook water te zien, op de meest vreemde plekken, zoals in slaapkamers en salons — nachtmerrie-achtige afbeeldingen, die mogelijk verwijzen naar de zondvloed.
Derde boekHet derde boek Mardi (dinsdag) heeft een rode omslag, een directe verwijzing naar het element vuur. Op bijna alle afbeeldingen is een draak, slang of personen met vleermuisvleugels te zien. Het voorbeeld van deze "roman" is dan ook: Het hof van de draak, een bestaand gebouw (La cour du dragon) in de rue du Dragon in Parijs.
Vierde boekHet vierde boek Mercredi (woensdag) met een blauwe omslag heeft als element het bloed en als voorbeeld Oedipus. Gelet op dit element en de beide motto's lijkt het thema van deze serie afbeeldingen voornamelijk te gaan over het oedipuscomplex. De figuren hebben vaak de kop van een vogel, een verwijzing naar Loplop, het alter-ego van Ernst, die veel in zijn werk voorkomt.
Vijfde boekHet laatste boek met een gele omslag bestaat uit drie delen. Dit zijn:
- Jeudi (donderdag), een "roman", met als element het zwarte, dat zelf weer uit twee delen bestaat. Het eerste heeft als voorbeeld De lach van de haan. Hier toont iedere afbeelding ten minste een haan. Het tweede deel heeft als voorbeeld Het Paaseiland. In dit deel worden figuren met stenen moai- of andere maskers getoond.
- Vendredi (vrijdag), te tweede deel, met als element het gezicht, het zien, bestaat uit drie visuele gedichten, die als gemeenschappelijk voorbeeld De binnenkant van het gezicht hebben. Dit deel wordt al het meest raadselachtige gezien. Enkele afbeeldingen zijn zelfs angstaanjagend.
- Samedi (zaterdag), het derde deel met als element het onbekende en als voorbeeld De sleutel tot de gezangen, laat voornamelijk vallende figuren te zien.